# Ächerlipasset
Ächerli Pass (1.398 m.o.h.) er et bjergpas mellem kantonerne Obwalden og Nidwalden.
Det forbinder Kerns i kanton Obwalden med Dallenwil i kanton Nidwalden. Pasvejen har stigninger på op til 16 procent. Fra vejen er toppe som Pilatus, Rigi, Buochserhorn, Titlis, og Stanserhorn synlige.